# エドウィン・ラッチェンス
サー・エドウィン・ランドシーア・ラッチェンス（英: Sir Edwin Landseer Lutyens、1869年3月29日 – 1944年1月1日）は、20世紀始めに活動したイギリスの建築家。

## 人物

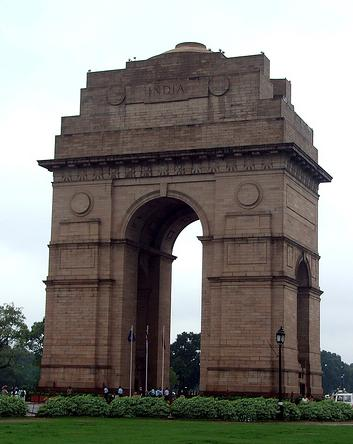
ラッチェンスによるデリーのインド門

ロンドン生まれ。名前の由来はラッチェンスの父親の友人で画家のエドウィン・ランドシーアにちなんだもの。ロンドンの王立美術学校に学び、設計事務所に入った後、1889年に独立。フィリップ・ウェッブやノーマン・ショウらアーツ・アンド・クラフツの建築家から影響を受けた。また33歳上で独身の女性造園家・ガートルード・ジーキルと出会い、地方の古い住宅を見て回り、土着の建築から多くのものを学んだ。マンステッド・ウッド（ジーキル邸）など、ジーキルと共同で主として中世風の住宅・庭園を数多く手がけた。この間、初代リットン伯爵ロバート・ブルワー＝リットンの娘と知り合い、1897年に結婚。
1911年にインドの遷都（カルカッタ→デリー）が決定され、翌年以降、ラッチェンスはハーバート・ベイカーと共にニューデリーの都市計画に携わることになった。インド総督府（現インド大統領官邸であるラシュトラパティ・バワン）は古典様式を基調にインド建築の装飾を採り入れたラッチェンスの代表作である。このほか、古典様式のオフィスビルや戦没者の記念碑などを設計。古典様式ではクリストファー・レン（Wren）を模範とし、洒落でWrenaissance（レネサンス）様式と呼んだ。
1918年にサーの称号を得、1938年以降は王立美術院長を務めた。ラッチェンスの建築は過去の様々な様式を折衷的に用いたものであり、モダニズム建築の立場からは時代遅れのように見られたが、イギリスの建築家としてクリストファー・レンに並ぶ栄誉を受けた。
1944年、死去。